# Antoine Simon
Antoine Simon (Troyes, 21 ottobre 1736 – Parigi, 28 luglio 1794) è stato un rivoluzionario e calzolaio francese, membro del Club dei Cordiglieri e rappresentante della Comune di Parigi.
Il 3 luglio 1793, fu designato come tutore a vegliare su Luigi XVII alla torre del Tempio. Il 19 gennaio 1794, fu rimosso dalla sua posizione e lasciò il Tempio in compagnia di sua moglie. Il 28 luglio 1794, fu tra i ventuno giacobini ad essere inviato alla ghigliottina insieme a Robespierre in Place de la Révolution, oggi Place de la Concorde, a Parigi, in un'esecuzione di massa che segnò la fine del regime del Terrore.

## Biografia

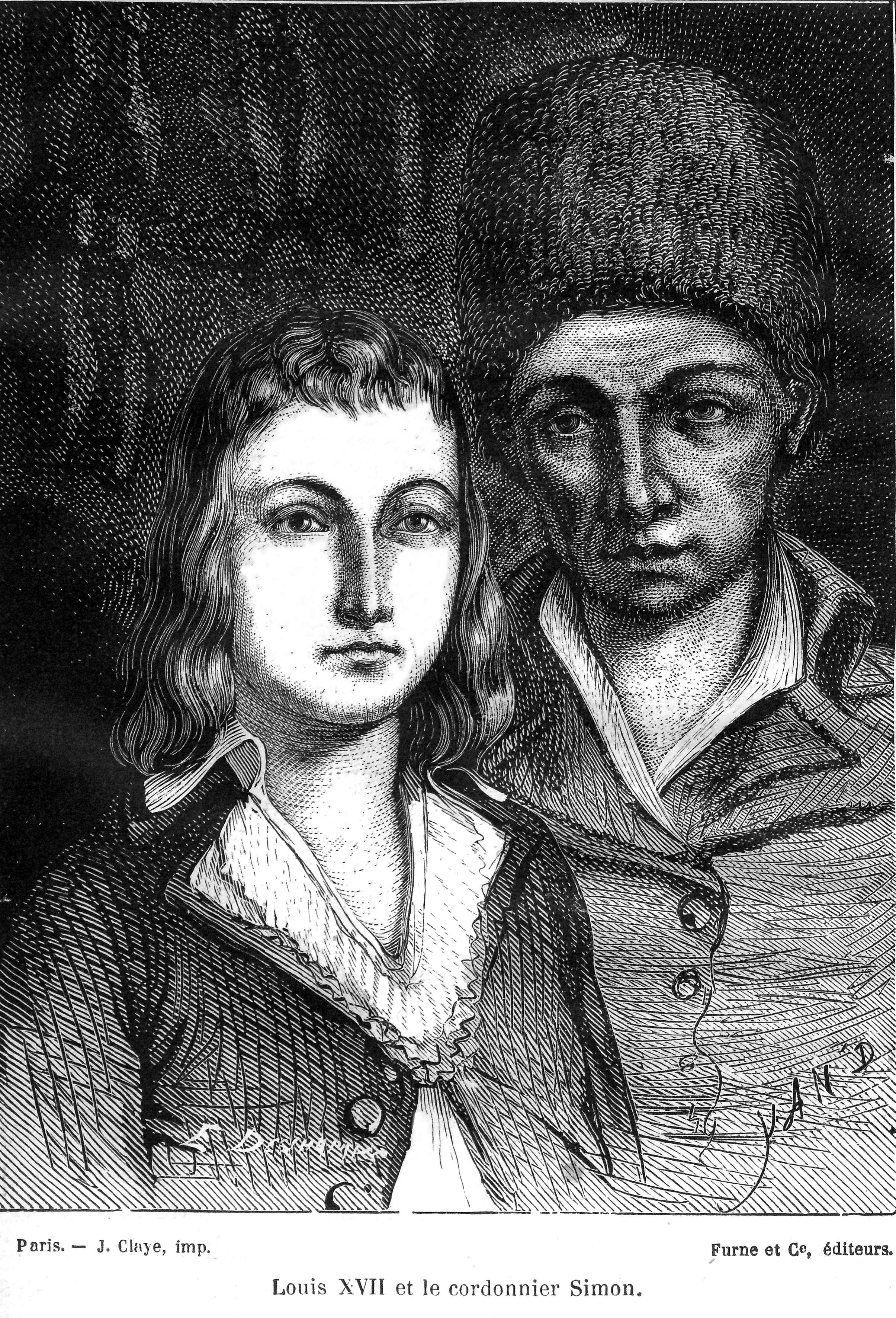
Luigi XVII e il calzolaio Simon.

Nacque a Troyes, in Francia, da François Simon e Marie-Jeanne Adenet. 
Sposò la sua prima moglie, Marie-Barbe Hoyau, vedova Munster, nel novembre 1766, che poi morì all'Hôtel-Dieu l'11 marzo 1782. Si risposò con Marie-Jeanne Aladame il 20 maggio 1788, nella parrocchia di Saint-Côme-Saint-Damien. Marie-Jeanne, nata il 25 giugno 1763, nella parrocchia di Saint-Étienne-du-Mont, a Parigi, era una domestica e figlia di Fiacre Aladame, falegname, e Reine-Geneviève Aubert. Divenne nota durante la giornata del 10 agosto 1792 per aver diligentemente curato i repubblicani feriti. Marie-Jeanne visse più a lungo di suo marito e morì a Parigi nel 1819, all'Hospice des Incurables.
L'autore Georges Bordonove delinea Simon come un uomo di intelligenza limitata, interamente dedito agli ideali della rivoluzione, probabilmente analfabeta e fortemente influenzato da leader politici hébertisti come Pierre-Gaspard Chaumette e Jacques-René Hébert. Sembra che abbia seguito l'idea di Chaumette di "dare un po' di educazione al principe [...] per fargli perdere l'idea del suo rango" (lui donner quelque éducation [...] pour lui faire perdre l'idée de son rang). Chiese che sua moglie Marie-Jeanne (1745-1819) lo aiutasse nella cura del ragazzo.
Alcuni autori lo descrissero come un violento, volgare e alcolizzato che maltrattò brutalmente il bambino. Altri affermarono che, a parte insegnargli canzoni oscene e rivoluzionarie, e a "parlare la lingua della popolazione e dei soldati", il ragazzo era ben trattato.
Dopo il colpo di Stato del 9 termidoro, subì la stessa sorte di Robespierre e Saint-Just, venendo ghigliottinato il 28 luglio 1794 (10 termidoro).

## Nella cultura di massa
- Viene menzionato nel videogioco Assassin's Creed Unity come calzolaio che abusò di Luigi XVII.